# Soșne, Izeaslav
Soșne (în ucraineană Сошне) este localitatea de reședință a comunei Soșne din raionul Izeaslav, regiunea Hmelnîțkîi, Ucraina.

## Demografie
Componența lingvistică a localității Soșne
     Ucraineană (98,78%)
     Alte limbi (1,02%)
Conform recensământului din 2001, majoritatea populației localității Soșne era vorbitoare de ucraineană (98,78%), existând în minoritate și vorbitori de alte limbi.